# جواد هاشمي
جواد هاشمي (بالفارسية: سیدجواد هاشمی) هو مذيع وكاتب وملحن ومخرج وممثل إيراني، ولد في 17 يناير 1966 في طهران في إيران.

## وصلات خارجية
- جواد هاشمي على موقع IMDb (الإنجليزية)
- جواد هاشمي على موقع قاعدة بيانات الفيلم (الإنجليزية)
- جواد هاشمي على موقع كينوبويسك (الروسية)